# Maksim Maksimov
Maksim Maksimov (ryska:Максим Геннадьевич Максимов) född 6 september 1979 är en rysk skidskytt.
Maksimov debuterade i världscupen redan 2001 med en 40:e plats i sprint. Efter några världscuplopp tappade han sin plats i den ryska truppen och återkom först säsongen 2007/2008. I sitt första världscuplopp på nästan sju år tog han sina första världscuppoäng med en 13:e plats.
Karriärens höjdpunkt hittills är i Östersund 2008 när han tog bronsmedaljen i distansloppet efter norrmännen Emil Hegle Svendsen och Ole Einar Bjørndalen.